# AC Sparta Praha/Saison 2014
Dieser Artikel listet Erfolge und Fahrer des Radsportteams AC Sparta Praha in der Saison 2014 auf.

## Zugänge – Abgänge
| Zugänge         | Team 2013          | Abgänge          | Team 2014                    |
| --------------- | ------------------ | ---------------- | ---------------------------- |
| Jan Stöhr       | SKC Tufo Prostějov | Martin Hunal     | Bauknecht-Author             |
| Pavel Stöhr     | SKC Tufo Prostějov | Radovan Doležel  | Etixx                        |
| Martin Červenka | Neoprofi           | Jan Klabouch     | CK Příbram-Fany Gastroservis |
| Petr Fiala      | Neoprofi           | Pavel Kopecký    | Unbekannt                    |
| Petr Kohlbeck   | Neoprofi           | Rostislav Krotký | Unbekannt                    |
| Martin Kubík    | Neoprofi           | Ondřej Pávek     | Unbekannt                    |
| Jan Ryba        | Neoprofi           |                  |                              |

## Mannschaft
| Name              | Geburtstag         | Nationalität |
| ----------------- | ------------------ | ------------ |
| Martin Červenka   | 13. September 1983 | Tschechien   |
| Petr Fiala        | 30. August 1995    | Tschechien   |
| Tomáš Holub       | 25. September 1990 | Tschechien   |
| Petr Kohlbeck     | 15. Januar 1988    | Tschechien   |
| Martin Kubík      | 25. Dezember 1995  | Tschechien   |
| Tomáš Medek       | 9. Februar 1993    | Tschechien   |
| Jiří Nesveda      | 14. Mai 1985       | Tschechien   |
| Tomáš Okrouhlický | 4. November 1985   | Tschechien   |
| Jan Ryba          | 25. März 1995      | Tschechien   |
| Jan Stöhr         | 5. April 1991      | Tschechien   |
| Pavel Stöhr       | 5. April 1991      | Tschechien   |
| Václav Viktorin   | 11. August 1989    | Tschechien   |